# Супра
Супра — река в России, протекает по территории Советского и Кондинского районов Ханты-Мансийского автономного округа. Устье реки находится в 164 км по правому берегу реки Мулымья. Длина реки — 144 км, площадь её водосборного бассейна — 1660 км².

## Притоки
- 10 км: Вишье
- 30 км: Илька-Кондра
- 86 км: Хора
- 103 км: Тультья
- 110 км: Нава
- 135 км: Болотный

## Данные водного реестра
По данным государственного водного реестра России относится к Иртышскому бассейновому округу, водохозяйственный участок реки — Конда, речной подбассейн реки — Конда. Речной бассейн реки — Иртыш.
Код объекта в государственном водном реестре — 14010600112115300016306.